# Інгліш (Індіана)
Інгліш (англ. English) — місто (англ. town) в США, в окрузі Кроуфорд штату Індіана. Населення — 685 осіб (2020).

## Географія
Інгліш розташований за координатами 38°20′27″ пн. ш. 86°27′33″ зх. д. / 38.34083° пн. ш. 86.45917° зх. д. (38.340763, -86.459156).  За даними Бюро перепису населення США в 2010 році місто мало площу 7,88 км², уся площа — суходіл.

## Демографія
Згідно з переписом 2010 року, у місті мешкало 645 осіб у 285 домогосподарствах у складі 177 родин. Густота населення становила 82 особи/км².  Було 335 помешкань (42/км²).
Расовий склад населення:
| - 97,5 % — білих - 0,6 % — корінних американців - 0,3 % — чорних або афроамериканців - 0,2 % — азіатів |

До двох чи більше рас належало 1,1 %. Частка іспаномовних становила 0,8 % від усіх жителів.
За віковим діапазоном населення розподілялося таким чином: 20,9 % — особи молодші 18 років, 59,1 % — особи у віці 18—64 років, 20,0 % — особи у віці 65 років та старші. Медіана віку мешканця становила 43,6 року. На 100 осіб жіночої статі у місті припадало 89,7 чоловіків;  на 100 жінок у віці від 18 років та старших — 90,3 чоловіків також старших 18 років.
Середній дохід на одне домашнє господарство  становив 29 974 долари США (медіана — 17 438), а середній дохід на одну сім'ю — 38 709 доларів (медіана — 34 464). Медіана доходів становила 34 107 доларів для чоловіків та 24 423 долари для жінок. За межею бідності перебувало 39,6 % осіб, у тому числі 48,0 % дітей у віці до 18 років та 26,6 % осіб у віці 65 років та старших.
Цивільне працевлаштоване населення становило 271 осіб. Основні галузі зайнятості: мистецтво, розваги та відпочинок — 22,9 %, виробництво — 19,6 %, освіта, охорона здоров'я та соціальна допомога — 16,2 %.